# Target (belgische Band)
Target war eine belgische Progressive- und Thrash-Metal-Band aus Aalst, die im Jahr 1986 gegründet wurde und sich 1988 wieder auflöste.

## Geschichte
Die Band wurde im April 1986 von Gitarrist Franky van Aerde und Schlagzeuger Christ Braems gegründet. Es folgten einige Besetzungswechsel, bis die Band einen Vertrag bei Aaarrg Records Anfang Frühling 1987 erreichte. Kurz darauf verließ Gitarrist Chris De Turck die Band. Im Juli und August 1987 nahm die Band ihr Debütalbum Mission Executed im Phoenix Studio in Bochum auf, wobei der Däne Lex Vogelaar (später bei Orphanage tätig) als neuer Gitarrist in der Band war. Es erschien im September. Im selben Jahr nahm die Band auch ein Demo auf, das von Ralph Hubert, Mitglied von Mekong Delta und Besitzer von Aaarrg Records, produziert wurde. Um die Band in Deutschland bekannt zu machen, waren ab Dezember einige Konzerte angesetzt, wovon das erste im Rahmen des dritten „Metal Market“ am 20. Dezember in der Zeche Bochum stattfand. Zu dieser Zeit war Bassist Johan Susant offiziell zu Holy Moses gewechselt, half aber in Ermangelung eines eingespielten Ersatzbassisten aus. Wenig später kehrte er jedoch zur Band zurück. Im Winter 1987/1988 gab es außerdem Managementprobleme und Sänger Guy De Graeve verlor zunehmend das Interesse an der Band, so dass sich die Gruppe kurz nach der Veröffentlichung des Albums Master Project Genesis auflöste. De Graeve war auf dem Album bereits durch Steve Gray ersetzt worden.

## Stil
Die Band spielte progressiven Thrash Metal. Besonders ungewöhnlich ist der teils sehr hohe, saubere Gesang. Die Musik lässt sich mit den Werken von Mekong Delta und Megadeth vergleichen. Target wurde attestiert, sie passe gut ins Aaarrg-Programm neben Mekong Delta und Living Death. Auf der Homepage wird die Musik als „Technical Thrash Metal“ beschrieben. Matthias Herr lobte in Band 1 seines Heavy Metal Lexikons nicht nur die „kompositorischen Finessen“, sondern auch die durchdachten Texte, die vor allem mit dem ersten Coverartwork kommunizieren würden. Dieses auf Metal-Klischees verzichtende Motiv, das den Rückeroberungskampf der Natur gegen menschliche Betonbauten zeigt, machten die Musiker allerdings für die Nichtbeachtung ihres Albums verantwortlich.

## Diskografie
- 1986: Mission Executed (Demo, Eigenveröffentlichung)
- 1987: Mission Executed (Album, Aaarrg Records)
- 1987: Demo 2 (Demo, Eigenveröffentlichung)
- 1988: Master Project Genesis (Album, Aaarrg Records)
- 2009: Mission Executed / Demo '86 / Master Project Genesis (Kompilation, Stormspell Records)